# Picaflors de les Andaman
El picaflors de les Andaman (Dicaeum virescens) és un ocell de la família dels diceids (Dicaeidae).

## Hàbitat i distribució
Habita boscos de les illes Andaman.

## Taxonomia
Considerat coespecífic de Dicaeum concolor, ha estat separat en una espècie de ple dret arran els treballs de Rasmussen et Anderton 2005.